# Francis Dhanis
Francis Ernest Joseph Marie Dhanis (Londra, 11 marzo 1861 – Bruxelles, 13 novembre 1909) è stato un militare belga che prestò servizio nello Stato Libero del Congo.

## Biografia
Nato a Londra da madre irlandese e padre belga, Francis Dhanis frequentò l'Accademia militare reale di Bruxelles dal 1882 al 1884 sino al grado di sottotenente. Nel 1887 si trasferì nello Stato Libero del Congo, dominio personale del re del Belgio Leopoldo II, dove si occupò della difesa e dell'organizzazione di alcune stazioni commerciali lungo i fiumi navigabili. Promosso sul campo, nel 1891 venne inviato a esplorare il corso del Kwango per stabilire una frontiera certa tra lo Stato Libero del Congo e l'Africa Occidentale Portoghese. Dal 1892 al 1894 guidò le truppe della Force Publique in una vittoriosa campagna militare contro gli arabo-swahili che commerciavano schiavi e avorio nella parte orientale del Congo. Due anni dopo, a capo di una lunga colonna di militari, Dhanis venne inviato nell'Alto Nilo per prendere il controllo della regione e annetterla allo Stato libero del Congo, ma lungo la marcia i suoi soldati si ammutinarono, soprattutto per l'inflessibile disciplina e il duro trattamento a cui erano sottoposti. Nel 1899 tornò in Belgio, dove ricevette i titoli onorifici di barone, Cavaliere dell'Ordine della Stella africana e Ufficiale dell'Ordine Reale del Leone.